# ځ

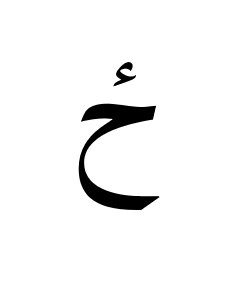

ځ حرف دوازدهم الفبای زبان پشتو و حرف یازدهم  الفبای زبان شغنانی است. حرف ځ دارای یونی کُد (U+0681 ) نام لاتینی (źim) و در الفبا و آوانگاری بین المللی به شکل ( [d͡z] / [z] ) درج گردیده است و در لاتین‌نویسی در قالب (ż) جا گرفته است که حرف کوچک آن به شکل (ź) و حرف بزرگ آن به شکل (Ź) تحریر می گردد. این حرف در پشتو صدایی معادل (دْز) دارد. حرف ځ در الفبای عربی و الفبای زبان فارسی وجود ندارد ولی در الفبای زبان پشتو و الفای زبان شغنانی به کثرت به نظر میرسد اما در این دو زبان جایگاه و کابرد خاصی دارد مگر کدام واژه مشترک تا کنون با حرف ځ در این دو زبان به نظر نه رسیده است.

شکل نوشتاری حرف ځ را در جدول زیر میتوان مشاهده کرد :
| شكل حرف | شكل حرف | شكل حرف | شكل حرف | شكل حرف |
| جدا     | آغازی   | میانی   | پایانی  |         |
| ځ       | ځ       | ـځ      | ـځ      |         |
| ------- | ------- | ------- | ------- | ------- |

- الگو:حروف الفبا

## واژه های زبان شغنانی با حرف ځ
| شماره | واژه شغنانی | لاتین   | ترجمه فارسی      | استفاده در جمله                       | ترجمه به زبان فارسی                           |
| ----- | ----------- | ------- | ---------------- | ------------------------------------- | --------------------------------------------- |
| ۱     | ځلفنگ       | Źulfung | با مزه ، شیرین   | - تت لپ ځُلفُنگ !                       | تو خیلی شیرین هستی !                          |
| ۲     | مږځۈنج      | Maǵżönj | گشنه ، گرسنه     | - وزم غل مږځۈنج نه سُڎج .              | من هنوز گرسنه نشدم .                          |
| ۳     | کنیځ        | Kaniż   | کنیز ، خدمگار زن | - شاه بیک دس بای پینځ خا‌ږ کنیځث وند . | شابیک خیلی ثروند مند است که پنج شش کنیز دارد. |
| ۴     |             |         |                  |                                       |                                               |
| ۵     |             |         |                  |                                       |                                               |
| ۶     |             |         |                  |                                       |                                               |
| ۷     |             |         |                  |                                       |                                               |
| ۸     |             |         |                  |                                       |                                               |
| ۹     |             |         |                  |                                       |                                               |
| ۱۰    |             |         |                  |                                       |                                               |